# Groźny cień
Groźny cień (oryg. The Great Shadow) – powieść autorstwa Sir Arthura Conana Doyle’a, opublikowana po raz pierwszy w 1892 roku. Książka osadzona jest w czasach wojen napoleońskich i przedstawia historię, w której głównym wątkiem jest konflikt między Anglią a Francją.

## Fabuła
Opowiadanie śledzi losy Jacka Coldera, który twierdzi, że jego jedynym godnym uwagi wydarzeniem z dzieciństwa było przypadkowe udaremnienie włamania podczas próby ucieczki z internatu. To wydarzenie zwróciło uwagę Jima Horscrofta, z którym Jack nawiązał przyjaźń. Kiedy Jim wyjeżdża na studia medyczne, Jack ponownie spotyka swoją kuzynkę Edie, która odziedziczyła znaczną fortunę po śmierci ojca. Jack zaczyna darzyć Edie uczuciem, ale zniechęca się, gdy dziewczyna okazuje mniejsze zainteresowanie i większą fascynację mężczyznami walczącymi na polu bitwy. Słysząc to, Jack oznajmia, że zostanie żołnierzem, mimo sprzeciwu obojga rodziców. W końcu Jack oświadcza się Edie.
W tym samym czasie Jim wraca do West Inch i szybko zaczyna interesować się Edie, która zdaje się być bardziej zainteresowana jego osobą. Gdy Jack ujawnia Jimowi, że on i Edie są zaręczeni, Jim czuje się zniechęcony i popada w depresję połączoną z nadużywaniem alkoholu. Po pewnym czasie Jim odzyskuje równowagę, ale Jack przyłapuje go na obejmowaniu Edie. Dochodzi do kłótni, a obaj mężczyźni postanawiają, że Edie dokona wyboru. Edie wybiera Jima, z którym się zaręcza.
Spokój przerywa przybycie tajemniczego Francuza o imieniu Lapp, który przypływa na małym statku. Twierdzi, że przeżył katastrofę morską i przez trzy dni dryfował po morzu. Jack oferuje mu jedzenie i schronienie, podczas gdy Jim pozostaje bardziej ostrożny. Chłopcy szybko zauważają, że Lapp jest bardzo bogaty i nosi liczne blizny bitewne, które są przewyższane jedynie przez jego niezliczone opowieści wojenne, urzekające wszystkich, w tym Edie. Lapp twierdzi, że pozostanie w okolicy, dopóki nie zostanie wezwany. Staje się stałym gościem w społeczności, ale Jack zaczyna podejrzewać, że jest szpiegiem, po tym jak kilkakrotnie przyłapuje go na podejrzanym zachowaniu. Gdy Jim wyjeżdża, by ukończyć szkołę i zdobyć dyplom, Edie wyjawia Jackowi, że wyszła za Lappa. Następnego dnia Lapp odpływa statkiem, pozostawiając notatkę, w której ujawnia, że jest Bonaventurem De Lissac, adiutantem Napoleona.
Jim jest wściekły, gdy dowiaduje się, że Napoleon uciekł. Proponuje swoje usługi majorowi Elliotowi, do którego szybko dołącza również Jack. Major Elliot trenuje młodych mężczyzn w przygotowaniu do Bitwy pod Waterloo. Francuzi są opisani jako świetnie uzbrojeni i dobrze wyszkoleni żołnierze, w przeciwieństwie do regimentu, w którym służyli Jack i Jim. Reszta powieści w szczegółowy sposób opisuje doświadczenia żołnierzy podczas bitwy pod Waterloo, w której Jim i Jack początkowo obserwują walkę z pół mili, zanim dołączają do niej na samym końcu. Powieść kończy się opisem klęski Francuzów, do której przyczynili się książę Wellington i Gebhard von Blücher.

## Tematy i motywy
Doyle w Groźnym cieniu porusza kwestie związane z patriotyzmem i moralnością w kontekście wojny. Przez pryzmat postaci głównego bohatera, autor bada dylematy moralne, które towarzyszą ludziom w czasach konfliktów zbrojnych.

## Odbiór krytyczny
Powieść spotkała się z mieszanymi recenzjami. W recenzji opublikowanej przez The Anthneum The Great Shadow uznano za „nową ścieżkę” dla Conana Doyle’a, jednak poddano wątpliwości szczegóły dotyczące części bitwy pod Waterloo, w szczególności dotyczące dywizji 71. Clintona oraz możliwości, by Jack i jego towarzysze mogli zobaczyć część działań, biorąc pod uwagę, że znajdowali się pół mili dalej. Gilson Willets również dostrzega znaczenie The Great Shadow, łącząc ją z Micah Clarke, Biała Kompania (The White Company) oraz The Refugees jako cztery wielkie powieści ostatnich lat.